# Gent-Wevelgem 2007
Gent-Wevelgem 2007 foregik 11. april 2007. Løbet var som altid 210 km langt. 

## Gent-Wevelgem, 210 km
11-04-2007
|    | Rytter             | Hold               | Tid     | ProTour-point |
| -- | ------------------ | ------------------ | ------- | ------------- |
| 1  | Marcus Burghardt   | T-Mobile           | 4:52.14 | 40            |
| 2  | Roger Hammond      | T-Mobile           | + 0.04  | 30            |
| 3  | Óscar Freire       | Rabobank           | + 0.05  | 25            |
| 4  | Francisco Ventoso  | Saunier Duval      | + 0.06  | 20            |
| 5  | Christophe Mengin  | Française des Jeux | + 0.06  | 15            |
| 6  | Robbie McEwen      | Predictor-Lotto    | + 0.15  | 11            |
| 7  | Max van Heeswijk   | Rabobank           | + 0.15  | 7             |
| 8  | Baden Cooke        | Unibet.com         | + 0.15  | 5             |
| 9  | José Joaquín Rojas | Caisse d'Epargne   | + 0.15  | 3             |
| 10 | Alexandre Usov     | ag2r               | + 0.15  | 1             |